# Done with Mirrors
Albums de Aerosmith
Rock in a Hard Place
(1982) Permanent Vacation
(1987)
Singles
1. Let the Music Do the Talking
Sortie : 16 septembre 1985
2. Shela
Sortie : 31 octobre 1985
3. My Fist Your Face
Sortie : 2 décembre 1985 (US promo)
4. Darkness
Sortie : 4 mars 1986 (US promo)

Done With Mirrors est le 8e album studio du groupe de hard rock américain Aerosmith. il est sorti le 4 novembre 1985 sur le label Geffen Records et a été produit par Ted Templeman. Titre prémonitoire pour ce disque, les musiciens s'étant enfin assagis et ayant tiré un trait sur leur sulfureux passé. Sur la version vinyle originelle, toutes les notes de pochette et du disque sont imprimées à l'envers, comme lues au travers d'un miroir.

## Historique
Cet album marque le retour de Joe Perry et de Brad Whitford, les deux guitaristes originaux. Ils avaient réintégré le groupe pour la tournée "Back in the Saddle" en 1984. Perry et Steven Tyler se sont réconciliés avouant que l'un n'était pas grand chose sans l'autre.
Avant l'enregistrement d'un nouvel album, il fallut trouver une nouvelle maison de disque, le contrat avec Columbia Records ayant été rompu et c'est Geffen Records qui décida de signer le groupe.
L'album fut enregistré au début de l'année 1985, principalement dans les Studios Fantasy de Berkeley, avec des enregistrements complémentaires effectués dans les studios Can-Am de Tarzana et The Power Station de New York. Avant sa sortie, le groupe embarqua dans une tournée américaine pour le promouvoir, commençant par quelques dates à partir du mois d'août avant de démarrer en janvier 1986 pour une série de 93 concerts qui les emmena jusqu'au 31 août 1986.
Deux singles furent tirés de l'album, Let the Music Do the Talking et Shela qui se classèrent respectivement à la 18 et 20e places du classement Mainstream Rock Tracks du Billboard aux États-Unis. Le titre qui ouvre l'album, Let the Music Do the Talking provient du premier album du Joe Perry Project, il est présenté ici légèrement remanié au niveau des paroles.
L'album s'est classé à la 38e place du Billboard 200 et a été disque d'or en 1993 aux États-Unis. Au Canada, il atteignit une modeste 72e place dans les charts du RPM Magazine.

## Liste des titres
- Toutes les titres sont signées par Steven Tyler / Joe Perry / Tom Hamilton / Brad Whitford et Joey Kramer sauf indications.

Face 1
| No | Titre                                    | Durée |
| -- | ---------------------------------------- | ----- |
| 1. | Let the Music Do the Talking (Joe Perry) | 3:44  |
| 2. | My Fist Your Face                        | 4:21  |
| 3. | Shame on You                             | 3:38  |
| 4. | The Reason a Dog                         | 4:11  |

Face 2
| No | Titre                   | Durée |
| -- | ----------------------- | ----- |
| 5. | Shela                   | 4:32  |
| 6. | Gypsy Boots             | 4:13  |
| 7. | She's on Fire           | 3:44  |
| 8. | The Hop                 | 3:39  |
| 9. | Darkness (Steven Tyler) | 3:42  |

- Le titre Darkness ne figurera pas sur les versions vinyles et ne sera publié qu'en piste bonus sur les versions cassette puis CD encore trop peu diffusés à l'époque.

## Musiciens
- Steven Tyler : chant, piano, harmonica.
- Joe Perry : guitares, chœurs.
- Brad Whitford : guitares.
- Tom Hamilton : basse.
- Joey Kramer : batterie.

## Charts & certification
| Pays       | Durée du classement | Meilleur classement |
| ---------- | ------------------- | ------------------- |
| Canada     | 10 semaines         | 72e                 |
| États-Unis | 28 semaines         | 36e                 |

| Pays       | Certification | Ventes    | Date       |
| ---------- | ------------- | --------- | ---------- |
| États-Unis | Or            | 500 000 + | 21/07/1993 |

### Charts singles
| Date       | Single                       | Chart                  | durée du classement | Position |
| ---------- | ---------------------------- | ---------------------- | ------------------- | -------- |
| 23/11/1985 | Let the Music Do the Talking | Mainstream Rock Tracks | 10 semaines         | 18e      |
| 01/02/1986 | Shela                        | Mainstream Rock Tracks | 10 semaines         | 20e      |